# Манастир Јешевац
Није познато чија је Манастир Јешевац задужбина, с обзиром да о томе нема јасних података. Посвећена је светом Јовану.
По једном предању, цркву је подигао Марко Краљевић за покој душе своје мајке Јевросиме - Јеше, по другом, исти је ктитор, велики челник Радич Поступовић, подигао манастире Враћевшницу и Јешевац да се међусобно помажу. У прилог друге теорије иде и чињеница да су основе обе цркве готово истоветне, иако у повељама челника Радича нема помена о овој задужбини, а име је вероватно добила по планини у којој се налази.
У средњем веку је поред манастира пролазио важан пут, који је водио од Београда, преко Рудника, Јешевца, Борча и Карановца (данашње Краљево) до Косова.
Када је Јован Мишковић обишао манастир у 19. веку, зидови су били високи око 2 метра, а почетком 21. века су високи око метар (са изузетком стубова на улазу који су остали на 2 метра висине). М. Драгић је у „Насељима“ навео да је црква служила за време прве владе кнеза Милоша. По причању мештана, црква је потпуно срушена у земљотресу 1922.
Црква је једнобродна, са истовремено грађеном припратом на западној страни и полукружном олтарском апсидом на источној; зидови су дебели око једног метра, дужина цркве (укључујући и припрату) је 19,20m, а ширина 6,5. Поред улазних врата, у припрати, налазе се две зидне нише у којима су вероватно биле осликане фреске.
у цркви нема остатака малтера или фресака, а у близини се налази неколико надгробних споменика и један запуштен бунар, као и извор.